# Asalto a Adra

## Antecedentes
Tras la expulsión de los moriscos, en el s. XVII durante el reinado de Felipe III la costa del Reino de Granada era la frontera frente los piratas berberiscos y turcos.

## Asalto
La ciudad almeriense de Adra fue objeto el 14 de octubre de 1620 de un sorpresivo ataque por parte de un grupo de siete galeras de piratas berberiscos. Desembarcaron y saquearon y arrasaron la villa, la iglesia y el castillo, robando o destruyendo las reliquias religiosas y las provisiones de la villa. El ingenio viejo o de Santa Julia, el más antiguo del que se tiene registro en la provincia de Almería, fue quemado y roto el salto de agua, llevándose el azúcar y la miel de caña almacenada.
El alcalde mayor de Las Alpujarras, Sebastián de Céspedes, al mando de 80 soldados españoles, salió desde Berja en dirección a Adra, donde al amanecer del día 15 consiguió forzar la retirada de los asaltantes, dejando 42 bajas entre los berberiscos por 14 de los españoles. El capitán español murió en el enfrentamiento. Tras este saqueo se dirigieron a Motril con la misma intención, pero fracasaron ante el envío de soldados desde la propia Granada y los destacados en Motril.

## Leyendas
La leyenda popular dice las naves berberiscas navegaban cerca de la costa de Adra cuando un niño pastor nadó desde la costa para advertirles de la poca guarnición de la plaza.

## Consecuencias
Este ataque sorpresivo reactivó el terror al turco en la frontera costera del Reino de Granada, donde la población no se sentía segura.
Supuso un duro golpe para el capitán general de la Costa de Granada que era Iñigo Briceño de la Cueva. En 1621 se realizó una inspección de fuertes y torres, que estaban descuidadas y mal dotadas. Durante los meses posteriores se comunicaron numerosos intentos de ataque a lo largo de la costa y se tenían noticias sobre la posibilidad de otro ataque, esta vez sobre Vera.
Para clarificar qué lugares y villas de realengo o señorío quedaban obligas al auxilio a las poblaciones costeras la Corona mandó establecer por Real Cédula la división en siete partidos costeros: Vera Mojácar, Almería, Adra, Motril Almuñécar, Vélez Málaga, Marbella, Estepona, excluyendo Málaga y su jurisdicción.